# Операция Пустинна лисица
Операция „Пустинна лисица“ (на английски: Operation Desert Fox) е военновъздушна операция, проведена от ВВС и ВМС на САЩ и ВВС на Великобритания в периода 16 декември – 20 декември 1998 г., в хода на която са бомбардирани цели на територията на Ирак. Командващ операцията е генералът от морската пехота на САЩ Антъни Зини.

## Предпоставки
След края на войната в Персийския залив от 1991 г. в Ирак започва работа специална комисия на ООН (UNSCOM), инспектираща иракската програма за разработка на оръжия за масово поразяване. Под нейно наблюдение арабската държава унищожава 40 000 химически бойни глави, 700 т реагенти, предназначени за създаване на химическо оръжие, 3600 т забранени химикали и над 100 единици оборудване за производството на химическо оръжие.
Причина за кризата през 1998 г. става опита на Ирак да обвърже продължаването на инспекцията със свалянето на международните санкции, въведени против него през 1991 г. Това искане е отхвърлено и на 31 октомври Ирак обявява прекратяване на сътрудничеството с комисията. Кризата продължава две седмици, след което на 14 ноември иракската страна заявява готовност да продължи работата с комисията, без предварителни условия. През тези две седмици в САЩ е подготвена военна операция, която е отменена в последния момент. Според тогавашният американски президент Бил Клинтън, той отменя операцията, когато самолетите вече са във въздуха.
Комисията продължава работата си, но се сблъсква с пречки и нежелание за пълно сътрудничество от страна на Ирак. Нейният ръководител Ричард Бътлър обвинява иракската страна в отказ да разреши посещението на определени обекти и че не предоставя документи за производството на химическо оръжие. В резултат комисията е принудена да напусне Ирак на 16 декември.

## Цели на операцията
Операция „Пустинна лисица“ като цяло преследва две основни цели:
1. военна – нанасяне на максимален ущърб на обектите за разработка, производство и съхраняване на компоненти за оръжие за масово поразяване, както и на средствата за доставка на бойни отровни и биологически вещества;
2. политическа – отслабване на управляващия по това време режим на Саддам Хюсеин.

## Военната операция
Началото на въздушните удари е обявено на 16 декември, а първият удар е нанесен около 01:00 ч иракско време на 17 декември 1998 г.
Операцията е бойният дебют на стратегическите бомбардировачи B-1B, които не вземат участие във войната в залива от 1991 г., тъй като тогава са пригодени само за използване на ядрено оръжие. На 17 декември два В-1В, излетели от Оман, бомбардират казарми на Републиканската гвардия в северозападната част на Ирак. Използвани са 227-кг свободнопадащи авиобомби Mk.82, а бомбардировачите летят съвместно с флотските F/A-18, EA-6B Prowler и F-14D Super Tomcat. Изтребителите F-14 също правят своя боен дебют като ударни самолети в тази операция. Те са снабдени с прицелно-навигационния комплекс LANTIRN и използват най-вече лазерно управляеми бомби GBU-12 и GBU-24. По-голяма част от самолетите на флота, участващи в операцията, са от самолетоносача Ентърпрайз, в последния ден се включва и авиокрилото, базирано на Карл Винсън.
В операция „Пустинна лисица“ своят боен дебют прави и крилатата ракета с въздушно базиране AGM-86C Block 1 CALCAM с осколъчно-фугасна бойна глава с маса 1500 кг и далекобойност 1000 км. На втория ден такива ракети са изстреляни по цели в Ирак от бомбардировачи B-52Н. Количеството на крилатите ракети, използвани в „Пустинна лисица“, надхвърля количеството на тези, използвани във Войната в залива от 1991 г. При операцията са изстреляни 425 крилати ракети – 90 с въздушно и 335 с морско базиране, срещу 323 крилати ракети (съответно 35 и 288), използвани във войната.
Британското участие се състои в 28 бойни полета, извършени с ударни самолети Tornado GR.4, въоръжени с лазерно насочвани бомби Paveway.
Операцията е прекратена щом е преценено, че предварително набелязаните цели са поразени в достатъчна степен. Официалното ѝ прекратяване е на 20 декември 1998 г.

## Резултати
Реално атакуваните цели по време на операцията са най-разнообразни: центрове за разработка на технологии, петролни рафинерии, летища, бази на Републиканската гвардия, радарни и командни пуктове, позиции на ЗРК. Съюзниците нямат загубени самолети при бойните полети, тъй като иракската ПВО не съумява да окаже ефективна съпротива – използвана е главно зенитна артилерия от малък и среден калибър; ЗРК не успяват да извършат успешни пускове.
Според американското командване са поразени 85 % от целите, 74 % напълно успешно (43 обекта са напълно разрушени или сериозно повредени, 30 обекта имат средни повреди, 12 обекта са леко повредени).